# François-Hippolyte Debon
Pour les articles homonymes, voir Debon.
François-Hippolyte Debon, né le 2 décembre 1807 à Paris où il est mort (dans le 10e arrondissement) le 27 février 1872, est un peintre français.

## Sa vie
Fils de Jacques-François Debon, natif de Caen, et de Sophie Debon, née Bompart, une artiste peintre sur porcelaine, Hippolyte Debon reçut de sa mère les premiers éléments de son art, puis il fut l’élève d'Antoine-Jean Gros et d'Abel de Pujol.
Il est enterré au cimetière du Père-Lachaise (24e division).

## Son œuvre
Il expose au Salon ou il remporte plusieurs médailles, une de troisième classe en 1844 et deux de deuxième classe en 1835 et 1868. Son tableau La Bataille d'Hastings fera dire à Charles Baudelaire : « Quel talent, quelle énergie ! » Ce tableau fut détruit lors de l'incendie partiel du musée des Beaux-Arts de Caen en 1905.

## Œuvres dans les collections publiques
- Amiens, musée de Picardie :
  - Les Écueils de la vie, 1865 ;
  - Jules César vient traiter avec les druides, 1867.
- Caen, musée des Beaux-Arts :
  - Portrait en pied de Guillaume le Conquérant, 1843 (œuvre détruite en 1944)[3] ;
  - La Bataille d'Hastings, 1844 (œuvre détruite en 1905)[4] ;
  - Esquisse préparatoire pour La Bataille d'Hastings (inv. 323)[5] ;
  - L'Entrée de Guillaume le Conquérant à Londres, 1855 (œuvre détruite en 1944)[6] ;
  - Portrait d'Alfred Guillard, conservateur du musée de Caen (œuvre détruite en 1944) ;
  - Un chevalier en armure entouré de dames, dessin[7].
  - La Défaite d'Attila dans les plaines de Châlons, dessin préparatoire[8].
- Dreux, musée d'Art et d'Histoire :
  - Le Siège de La Rochelle, 1863[9] ;
  - L'Hôtel de Rambouillet, 1863.
- Marseille, musée des Beaux-Arts : Défaite d'Attila dans les plaines de Châlons, 1848[10].
- Paris, musée de la Vie romantique : Le Justicier, 1835, (autoportrait ?)[11].

## Galerie

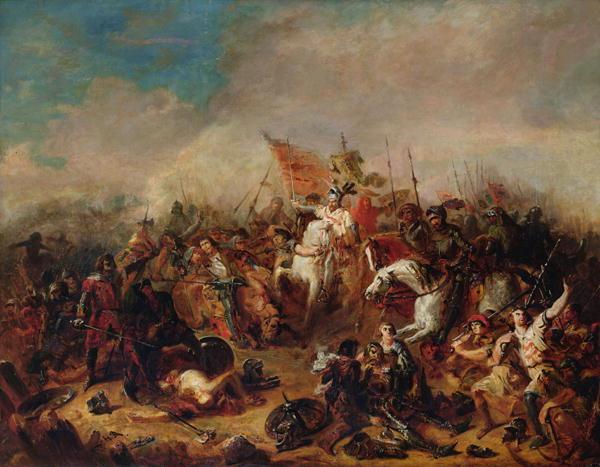
La Bataille d'Hastings, esquisse préparatoire pour le tableau de 1844 (Caen, musée des Beaux-Arts).
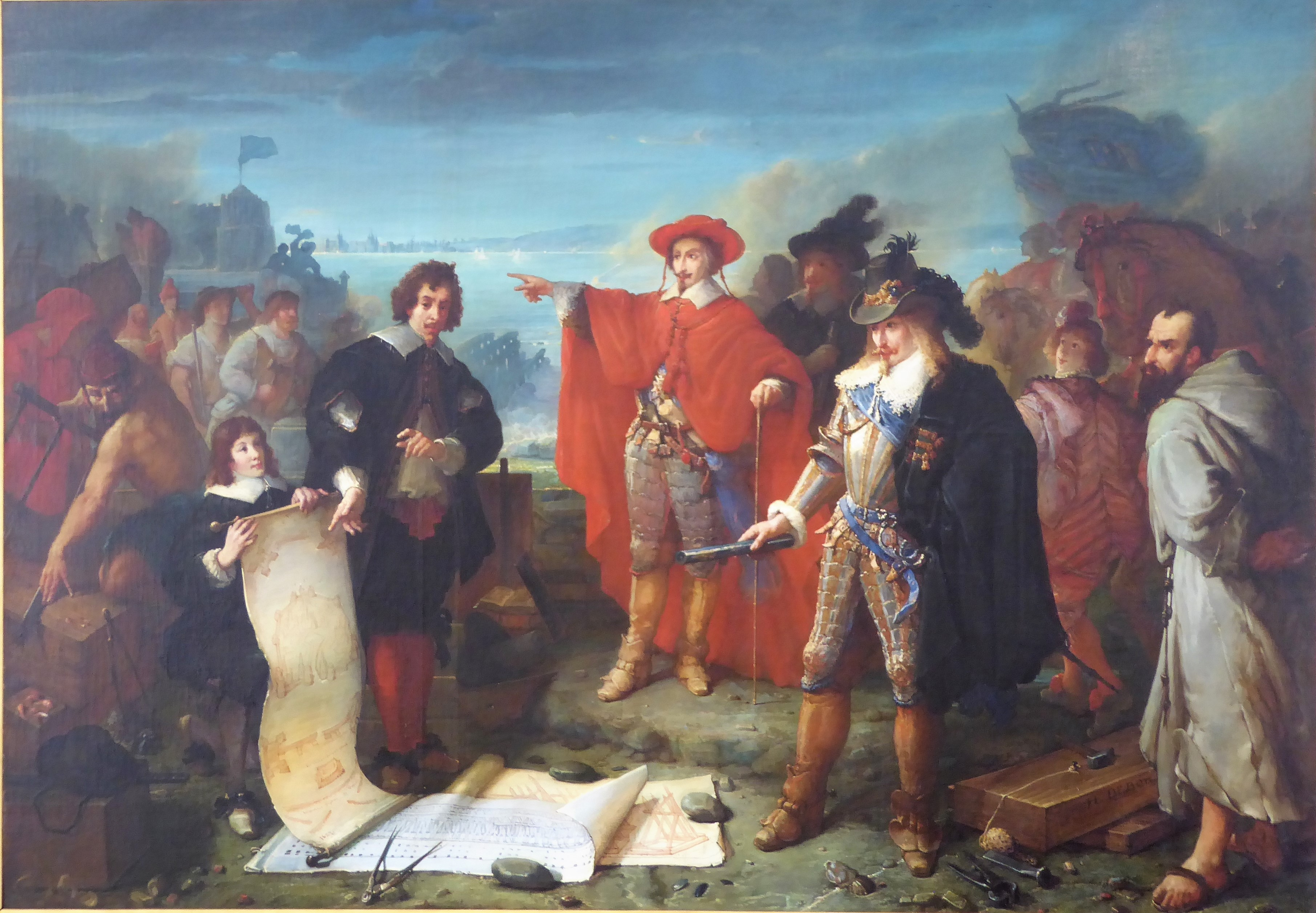
Le siège de La Rochelle, 1863 (Dreux, musée d'Art et d'Histoire.
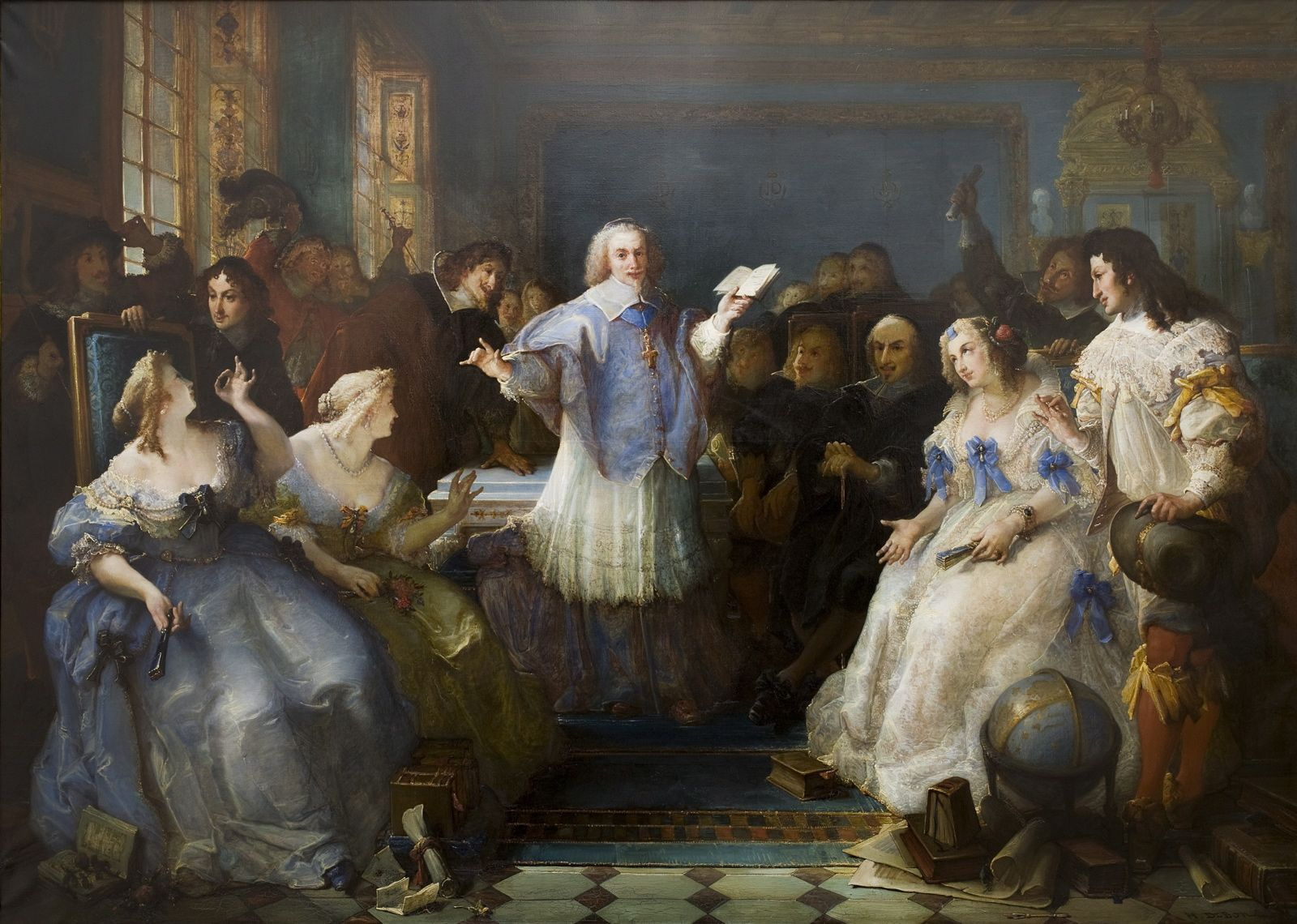
L'Hôtel de Rambouillet, 1863 (Dreux, musée d'Art et d'Histoire).
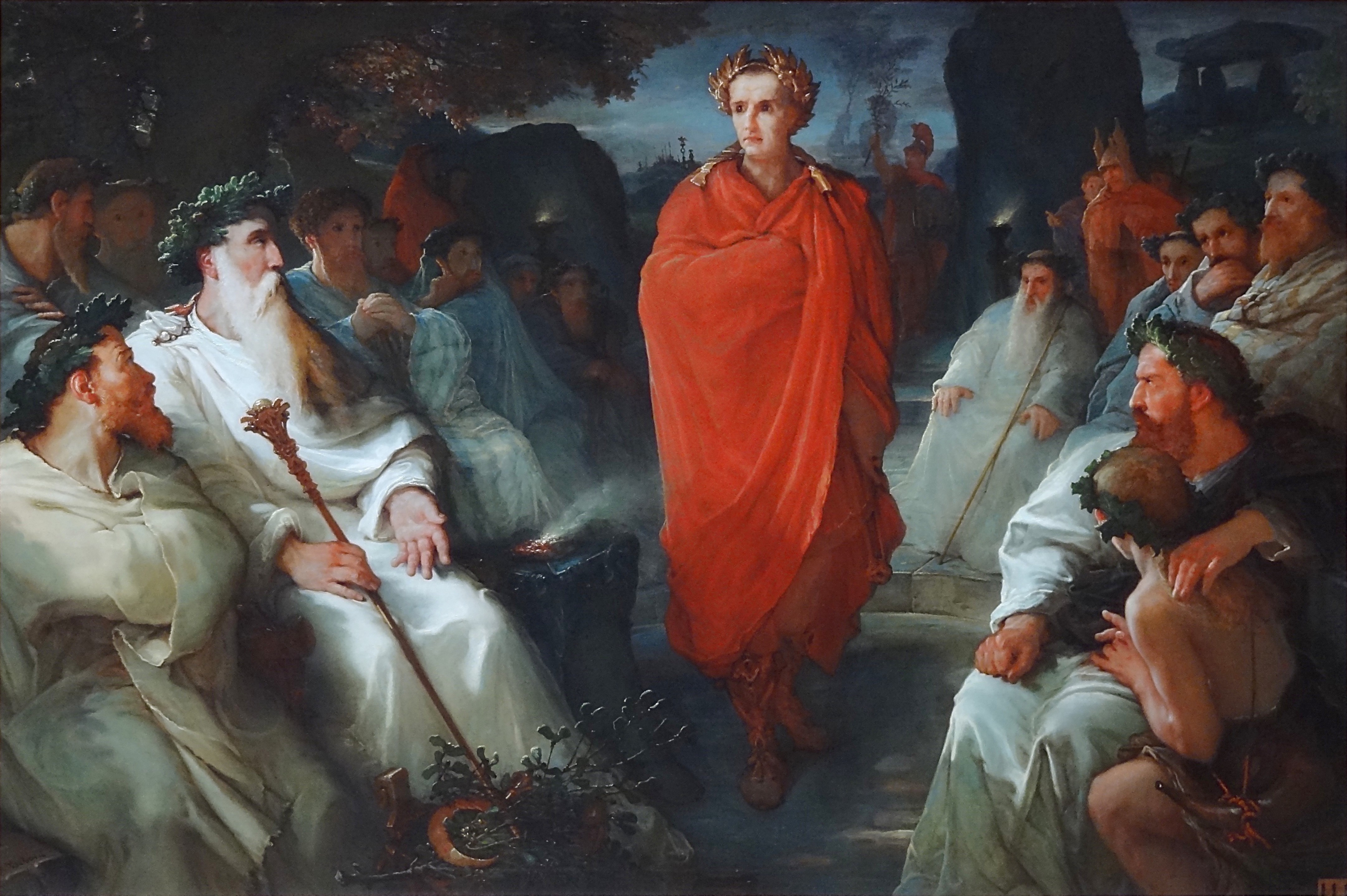
César vient traiter avec les druides, 1867 (Amiens, musée de Picardie).

## Réception critique
Charles Baudelaire écrit à propos de sa Bataille d'Hastings : « Encore un pseudo-Delacroix — mais que de talent ! quelle énergie ! C'est une vraie bataille — Nous voyons dans cette œuvre toutes sortes d'excellente choses : une belle couleur, la recherche sincère de la vérité, et la facilité hardie de composition qui fait le peintre d'histoire. » (Charles Baudelaire, Curiosités esthétiques - Tableaux d'histoire).